# خیابان سیمای ایران
خیابان سیمای ایران یکی از خیابان‌های محله شهرک غرب واقع در شمالغرب تهران است. بیمارستان لاله، یکی از ساختمان‌های اصلی دانشگاه آزاد اسلامی واحد تهران غرب، ساختمان‌های دوقلو وزارت بهداشت، باشگاه ورزشی اکسیژن و رستوران روحی در این خیابان واقع اند. 

## ورودی‌ها، تقاطع‌ها و جاها
| از شرق به غرب                | وضعیت                        |
| ---------------------------- | ---------------------------- |
| خیابان شهید محمدمهدی فرحزادی |                              |
| خیابان پردیسان               |                              |
| بیمارستان لاله               | ضلع شمالی خیابان سیمای ایران |
| خیابان شجریان                |                              |
| خیابان زرافشان (جنوبی)       |                              |
| بلوار ایوانک                 |                              |